# Johann Christian Polycarp Erxleben taxonjai

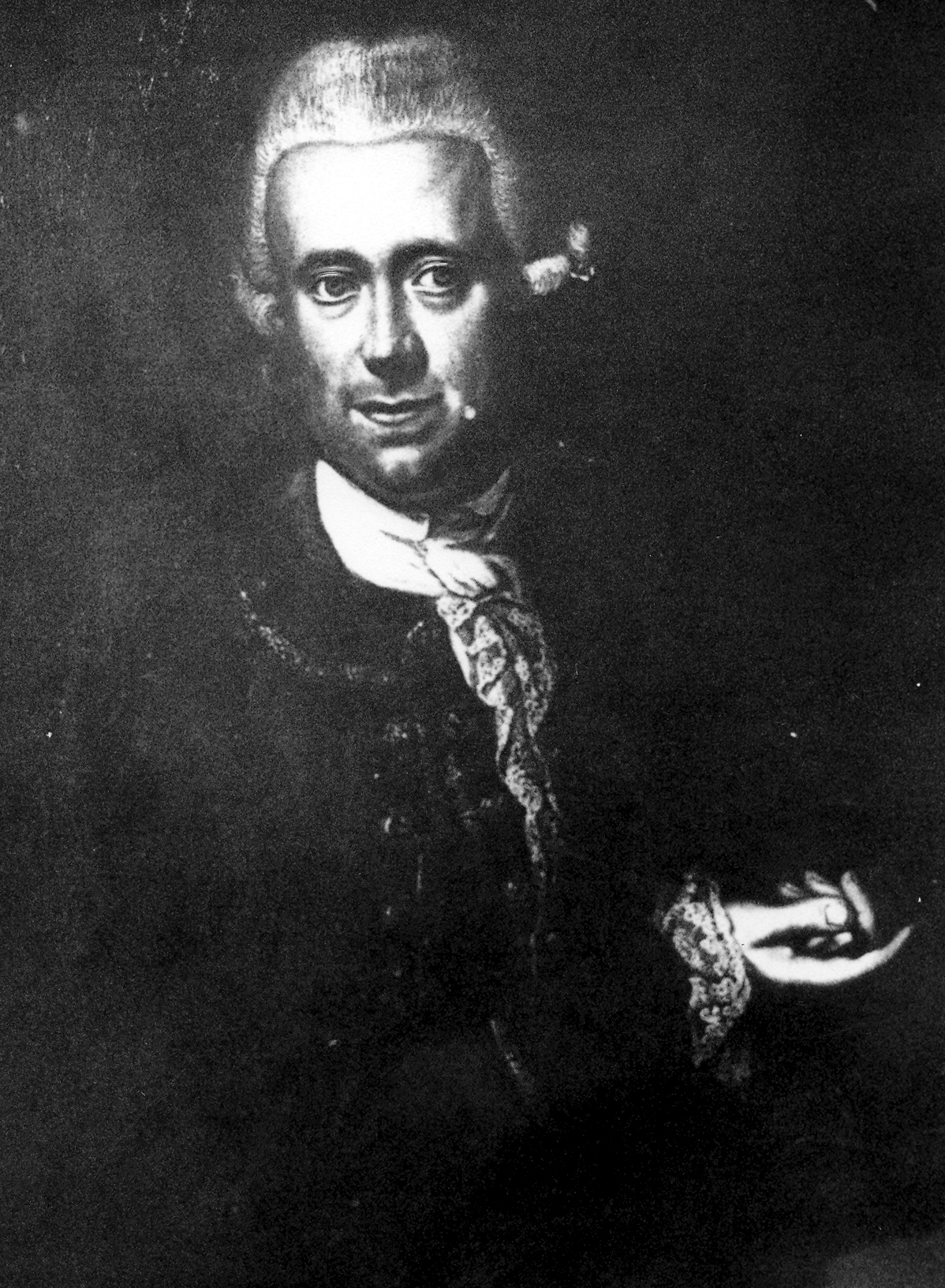
Johann Christian Polycarp Erxleben

Ezen a listán azok a taxon nevek szerepelnek, amelyeket Johann Christian Polycarp Erxleben (1744 – 1777) alkotott. Azok a taxon nevek, amelyek nincsenek belinkelve, manapság csak szinonimaként használtak (az alábbi lista nem teljes):

## Tengeritehenek
- Dugong dugung (Erxleben, 1777) - dugong

## Főemlősök

### Koboldmakifélék
- celebeszi koboldmaki (Tarsius tarsier) (Erxleben, 1777)

### Csuklyásmajomfélék
- Callithrix Erxleben, 1777
- Cebus Erxleben, 1777

### Cerkóffélék
- Cercopithecus vetulus (Erxleben, 1777) - oroszlánfejű makákó
- pávián (Papio) Erxleben, 1777

## Nyúlalakúak
- hócipős nyúl (Lepus americanus) Erxleben, 1777

## Rágcsálók

### Tengerimalacfélék
- alföldi tengerimalac (Cavia aparea) Erxleben, 1777
- Hydrochaerus Erxleben, 1777 - Hydrochoerus

### Agutifélék
- zöld farkosaguti (Myoprocta acouchy) Erxleben, 1777
- Cavia acouchy Erxleben, 1777 - zöld farkosaguti

### Ugróegérfélék
- Jaculus Erxleben, 1777 - ugróegérféle nem
- nagy ugróegér (Jaculus orientalis) Erxleben, 1777

### Földikutyafélék
- Glis Erxleben, 1777 - Spalax
- Spalax zemni Erxleben, 1777

### Hörcsögfélék
- Microtus astrachanensis (Erxleben, 1777) - társas pocok

### Pelefélék
- Glis persicus (Erxleben, 1777) - nagy pele

### Mókusfélék
- indiai királymókus (Ratufa indica) Erxleben, 1777
- Ratufa indica indica Erxleben, 1777
- Ratufa macroura ceylonica (Erxleben, 1777) - Ratufa macroura macroura
- kanadai vörösmókus (Tamiasciurus hudsonicus) Erxleben, 1777
- Tamiasciurus hudsonicus hudsonicus Erxleben, 1777
- mexikói ürge (Ictidomys mexicanus) Erxleben, 1777
- Spermophilus mexicanus Erxleben, 1777
- Ictidomys mexicanus mexicanus Erxleben, 1777
- Spermophilus mexicanus mexicanus Erxleben, 1777
- Glis Erxleben, 1777 - Mormota
- Marmota monax canadensis Erxleben, 1777 - az erdei mormota egyik alfaja
- sziklai ürge (Otospermophilus variegatus) Erxleben, 1777
- Spermophilus variegatus Erxleben, 1777
- Otospermophilus variegatus variegatus Erxleben, 1777
- Spermophilus variegatus variegatus Erxleben, 1777

## Eulipotyphla
- Sorex daubentonii Erxleben, 1777 - közönséges vízicickány
- Condylura cristata longicaudata (Erxleben, 1777) - Condylura cristata cristata

## Denevérek
- Pteropus (Erxleben, 1777)
- Vespertilio noveboracensis Erxleben, 1777 - vörös szőrösfarkú-denevér

## Párosujjú patások

### Disznófélék
- Sus scrofa aper Erxleben, 1777 - európai vaddisznó
- Sus scrofa domesticus Erxleben, 1777
- Sus scrofa sinensis Erxleben, 1777 - európai vaddisznó
- házi sertés (Sus scrofa domestic) Erxleben, 1777

### Pekarifélék
- Pecari tajacu tajassu (Erxleben, 1777) - Pecari tajacu tajacu

### Cetek
- Balaena gibbosa Erxleben, 1777 - szürke bálna

### Kancsilfélék
- Srí Lanka-i kancsil (Moschiola memmina) (Erxleben, 1777)
- Moschus meminna Erxleben, 1777
- Tragulus meminna (Erxleben, 1777) - Srí Lanka-i kancsil

### Tülkösszarvúak
- Antilope regia Erxleben, 1777 - apró törpeantilop
- Antilope albipes (Erxleben, 1777) - nilgau antilop
- vadkecske (Capra aegagrus) Erxleben, 1777
- bezoárkecske (Capra aegagrus aegagrus) Erxleben, 1777
- közönséges mocsáriantilop (Kobus kob) (Erxleben, 1777)
- Kobus kob kob Erxleben, 1777

### Szarvasfélék
- vörös nyársasszarvas (Mazama americana) (Erxleben, 1777)
- Mazama americana americana Erxleben, 1777
- pettyes szarvas (Axis axis) (Erxleben, 1777)
- Cervus axis Erxleben, 1777 - pettyes szarvas
- vapiti (Cervus canadensis) (Erxleben, 1777)
- kanadai vapiti (Cervus canadensis canadensis) (Erxleben, 1777)
- Cervus elaphus canadensis Erxleben, 1777 - kanadai vapiti
- Altáj vapiti (Cervus canadensis sibiricus) (Erxleben, 1777)
- Cervus elaphus sibiricus Erxleben, 1777 - Altáj vapiti
- kelet-európai gímszarvas (Cervus elaphus hippelaphus) Erxleben, 1777
- korzikai gímszarvas (Cervus elaphus corsicanus) Erxleben, 1777

## Ragadozók

### Menyétfélék
- nyest (Martes foina) (Erxleben, 1777)
- halásznyest (Martes pennanti) (Erxleben, 1777)

### Mosómedvefélék
- Nasua narica vulpecula (Erxleben, 1777) - Nasua narica narica
- Nasua nasua vulpecula (Erxleben, 1777) - Nasua nasua nasua

### Fókafélék
- hólyagos fóka (Cystophora cristata) (Erxleben, 1777)
- szakállas fóka (Erignathus barbatus) Erxleben 1777
- Phoca barbata Erxleben, 1777 - szakállas fóka
- Erignathus barbatus barbatus Erxleben, 1777
- grönlandi fóka (Pagophilus groenlandicus) Erxleben, 1777

### Macskafélék
- Felis domesticus (Erxleben, 1777) - macska

### Hiénafélék
- foltos hiéna (Crocuta crocuta) (Erxleben, 1777)

## Tobzoskák
- Manis pentadactyla brachyura Erxleben, 1777 - Manis pentadactyla pentadactyla
- Manis macroura Erxleben, 1777 - hosszúfarkú tobzoska